# Amagerbanen
Amagerbanen var en järnväg från Köpenhamn till Dragør i Danmark. Banan var 12 kilometer lång.

## Historia
Järnvägen invigdes 1907. Persontrafiken lades ner 1947. Järnvägsbolaget körde därefter bussar längs sträckan. År 1957 lades sträckan söder om Kastrup ner för att bygga ut flygplatsen. Hela banan lades slutligen ned 1995.
Köpenhamns metro linje M2, byggd 2007, följer delvis Amagerbanen.

## Stationer
- Amagerbro

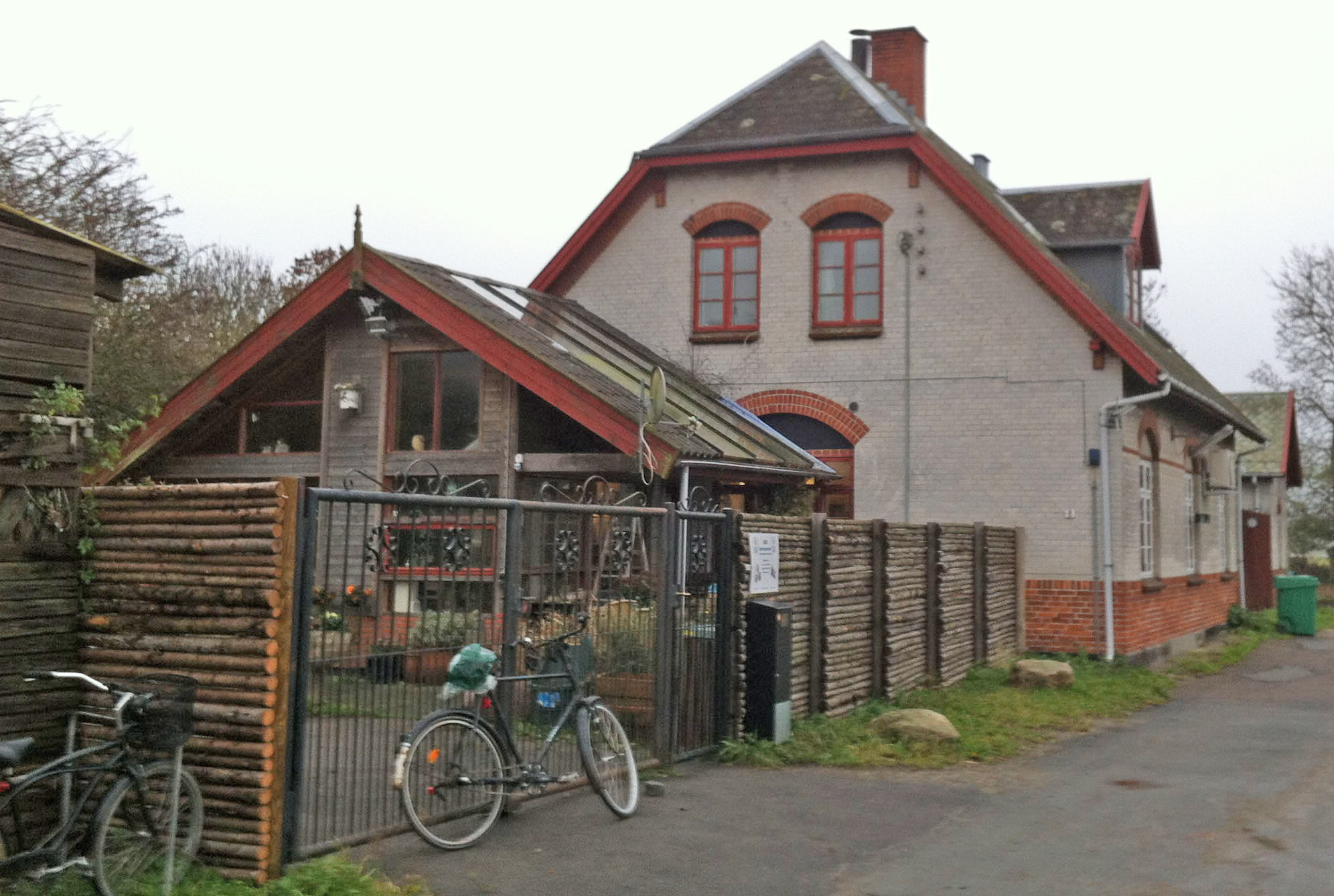
Store Maglebys nedlagda station.

- Øresundsvej. Stationen monterades ner 2005 i samband med byggnationen av Köpenhamns metro och kommer att återuppstå på Frilandsmuseet[1]
- Engvej
- Syrevej
- Kastrup
- Lufthavnen
- Tømmerup
- Store Magleby
- Dragør